# John Lounsbery
John Mitchell Lounsbery (09 de março de 1911 - 13 de fevereiro de 1976) foi um animador norte-americano que trabalhou para a The Walt Disney Company. Ele é mais conhecido como um dos Os Nove Anciões da Disney, do qual ele foi o de vida mais curta.

## Vida e carreira
Ele nasceu em Cincinnati, Ohio, e criado em Colorado. Ele participou de East Denver High School e do Instituto de Arte de Denver. Enquanto frequentava o Centro Art School of Design, em Los Angeles, um instrutor o levou para uma entrevista com Walt Disney.
Lounsbery foi contratado pela Disney em 2 de julho de 1935, começando como assistente de animação em Branca de Neve e os Sete Anões. Ele passou a trabalhar em muitas outros curta-metragens em 1940, continuando a servir como parte da equipe de animação em quase todos os filmes de animação em longa-metragem mais famosos da Disney. Na década de 1970, ele foi promovido a diretor e dirigiu Winnie the Pooh and Tiger Too! e co-dirigiu a equipe de resgate.
John Lounsbery morreu em 13 de fevereiro de 1976. No momento da sua morte, ele estava trabalhando em The Rescuers e ainda dirigia para a Walt Disney Studios. Ele foi nomeado um Disney Legend em 1989.
Ele foi diretor de animação em:
- Dumbo (1941)
- Song of the South (1946)
- The Adventures of Ichabod and Mr. Toad (1949)
- Alice no País das Maravilhas (1951)
- Peter Pan (1953)
- Ben and Me (1953)
- Lady and the Tramp (1955)
- A Bela Adormecida (1959)
- Goliath II (1960)
- One Hundred and One Dalmatians (1961)
- A Espada Era a Lei (1963)
- The Jungle Book (1967)
- Robin Hood (1973)